# ナショナル銀行
ナショナル銀行（英称：National Bank of New Zealand, 略称：NBNZ）は、ニュージーランドの銀行。オーストラリア・ニュージーランド銀行（ANZ）グループ傘下。本店はウェリントン。黒い馬と緑色の背色が特徴的なロゴデザインを採用している。

## 歴史

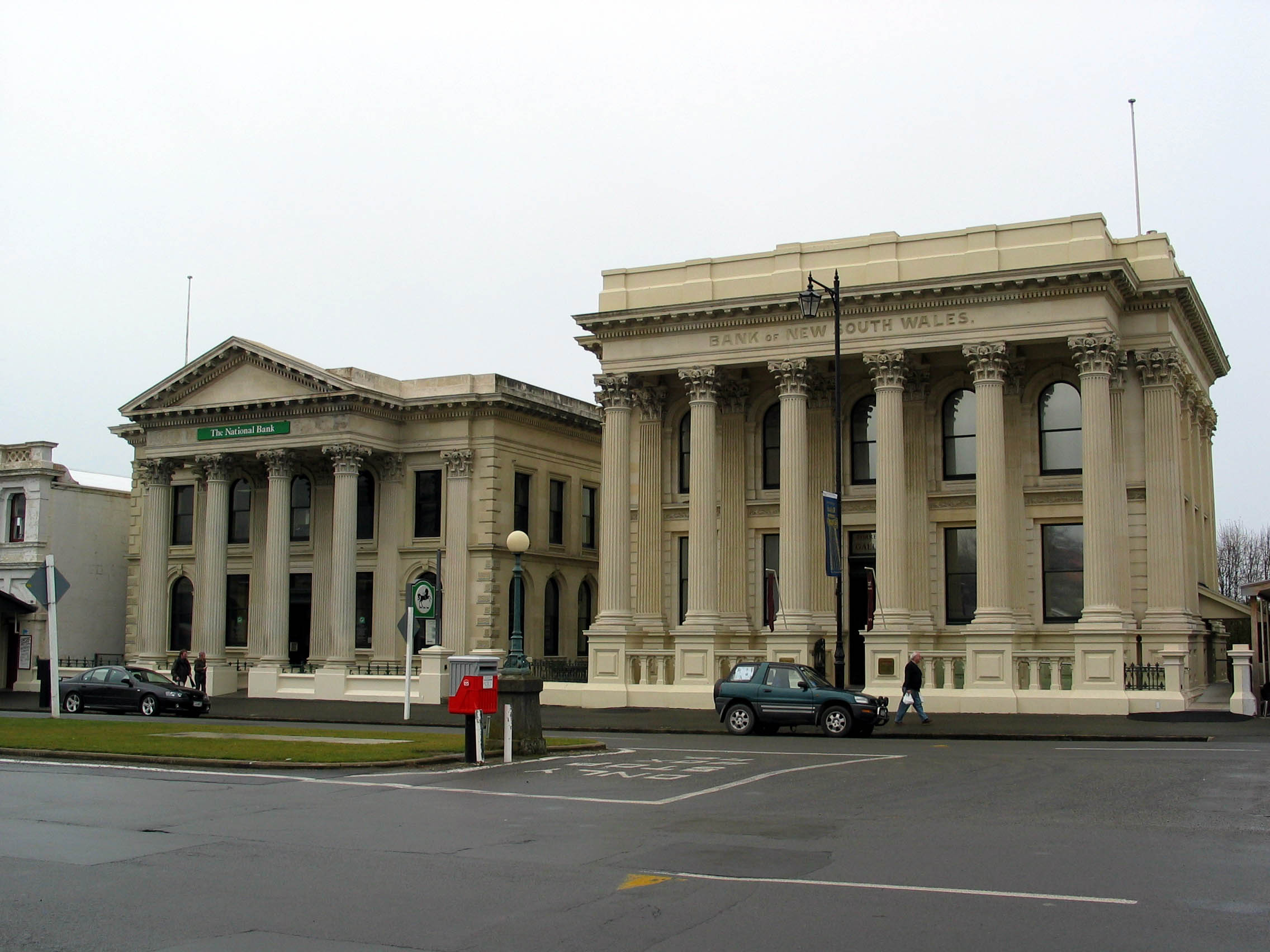
130年の歴史を持つナショナル銀行オマル支店

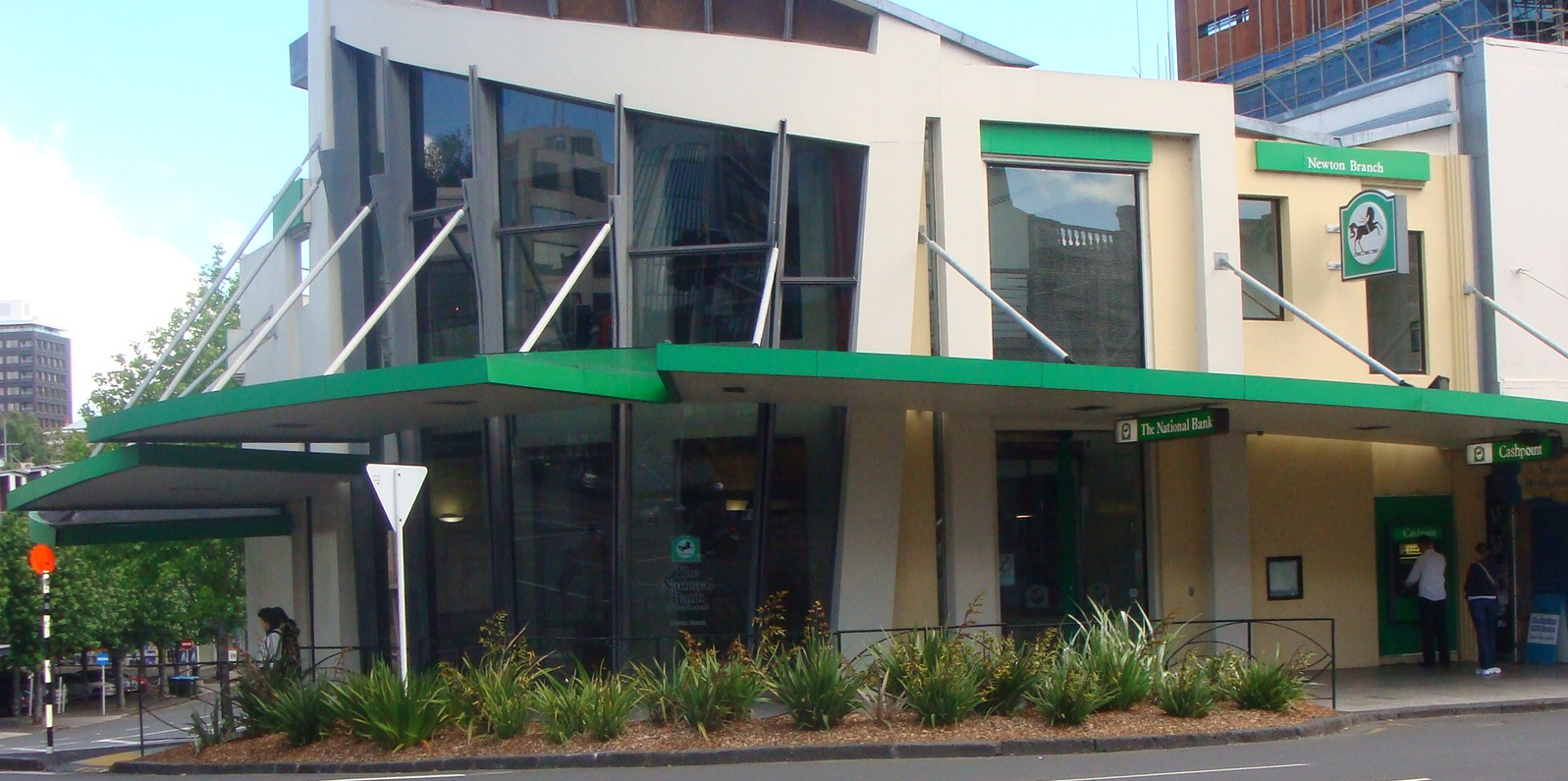
オークランド・ニュートン支店の外観

1872年にロイズ銀行（現在のロイズ・バンキング・グループ）が設立した海外銀行に起源を持つ。1873年に旧オタゴ銀行を買収しオークランド、ウェリントン、クライストチャーチを始め13の支店で業務を開始する。1978年にロンドンの本店をウェリントンへ移す。1998年にカントリーワイド銀行を親会社のスコットランド銀行より買収し傘下に収める。2003年にANZグループ傘下入り。以後、ANZ・ナショナル銀行グループの銀行として営業活動を行っている。
2012年9月、ANZ・ナショナル銀行グループは2013年から2年程度をかけ、ナショナル銀行ブランドをANZ銀行へ統合すると発表。2014年までにナショナル銀行の名称は消滅する予定。

## 営業活動
主な営業基盤は農村地域、中小企業、個人向け融資にあるが、都市圏での営業や投資業務も活発。

## その他
1873年に買収した旧オタゴ銀行オマル支店は創業当時から同じ店舗を利用し130年を超える歴史を持つ。
ニュージーランドクリケット代表チーム「ブラック･キャップス」のメインスポンサー、ニュージーランドがん協会連携スポンサーを務める。